# 331 TCN
331 TCN là một năm trong lịch Roman. 